# Stadio San Vito-Gigi Marulla
Lo Stadio Comunale San Vito "Gigi Marulla" è un impianto sportivo di Cosenza. Sede degli incontri casalinghi del Cosenza Calcio, è ubicato nel rione San Vito, sulla riva destra del torrente Campagnano. È il secondo stadio in Calabria per capienza, con 20 987 posti a sedere.
Il rettangolo di gioco è posto ad un'altitudine di 232,5 metri sul livello del mare.
Originariamente denominato Stadio San Vito, il 21 settembre 2015 il comune ha intitolato l’impianto a Luigi Marulla, leggenda ed ex capitano del Cosenza, venuto a mancare pochi mesi prima.

## Storia

### Progetto e inaugurazione
Il progetto principale fu redatto dall'ufficio tecnico comunale, su relazione dell'ingegner Terenzio Tavolaro a partire dal 7 ottobre 1958, ma l'inizio dei lavori è datato 19 gennaio 1961. Il primo lotto delle opere, per un importo di 214 milioni, fu terminato dall'Impresa Vincenzo Gallo di Cosenza il 18 marzo 1963; mentre il secondo lotto, per un importo leggermente inferiore al primo, appaltato il 23 ottobre 1963, viene ultimato nel mese di luglio dell'anno successivo. L'inaugurazione ufficiale dello stadio San Vito risale al 4 ottobre 1964, in occasione della partita di campionato Cosenza-Pescara 2-1; l'incontro era stato preceduto da una cerimonia svoltasi a Palazzo dei Bruzi con la partecipazione del sindaco della città Mario Stancati, delle autorità comunali e di Oreste Granillo, il presidente regionale del CONI.
Il progetto iniziale prevedeva le due Tribune ovest ed est (denominate rispettivamente A e B) e la sola Curva Sud destinata alla tifoseria di casa per un totale di 19.200 posti a sedere e ciò implicava la sua inusuale e iniziale forma a ferro di cavallo.

### Modifiche nel corso degli anni

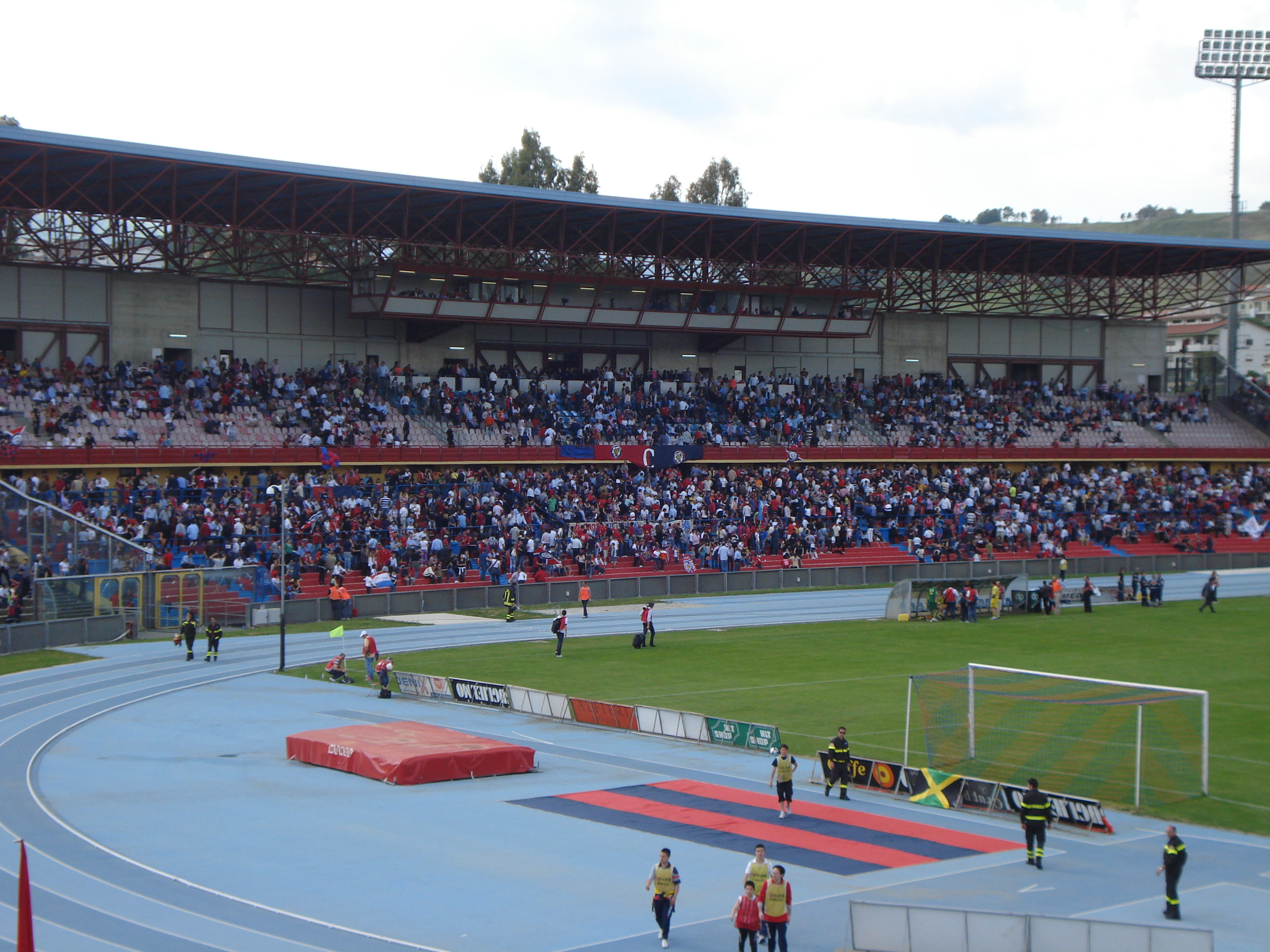
Tribuna A dello stadio San Vito-Gigi Marulla nel campionato 2008-2009

Sul finire degli anni settanta fu costruito un fossato per separare le tribune dal campo, a seguito di gravi incidenti in occasione di una partita con la Paganese costati al San Vito una lunga squalifica. Nel 1983 fu aggiunto l'impianto di illuminazione, e tra la fine degli anni ottanta e l'inizio degli anni novanta, in seguito alla promozione della squadra cittadina in Serie B, lo stadio ha subito numerose modifiche e ampliamenti. Il più significativo è l'edificazione della Curva Nord (1993), per sostituire la "gabbia" destinata ai tifosi ospiti e ricavata nella Tribuna B a partire dal 1988. La ristrutturazione, che comprende anche la Tribuna A con la creazione nella stessa di una tribuna stampa sospesa, ha portato la capienza dello stadio a circa 24.000 posti a sedere. Nell’estate del 2018, a seguito della promozione dei Lupi in Serie B, il comune di Cosenza ha avviato lavori di ristrutturazione: è stato sostituito il manto erboso e sono stati installati sediolini rossi e blu in tutti i settori, ciò ha ridotto leggermente la capienza dell’impianto agli attuali 20.987 posti ma ha nel complesso migliorato la qualità dello stadio che è diventato più confortevole, gradevole dal punto di vista estetico e innalzato la qualità e la contemporaneità del materiale utilizzato.

## Specifiche dell'impianto

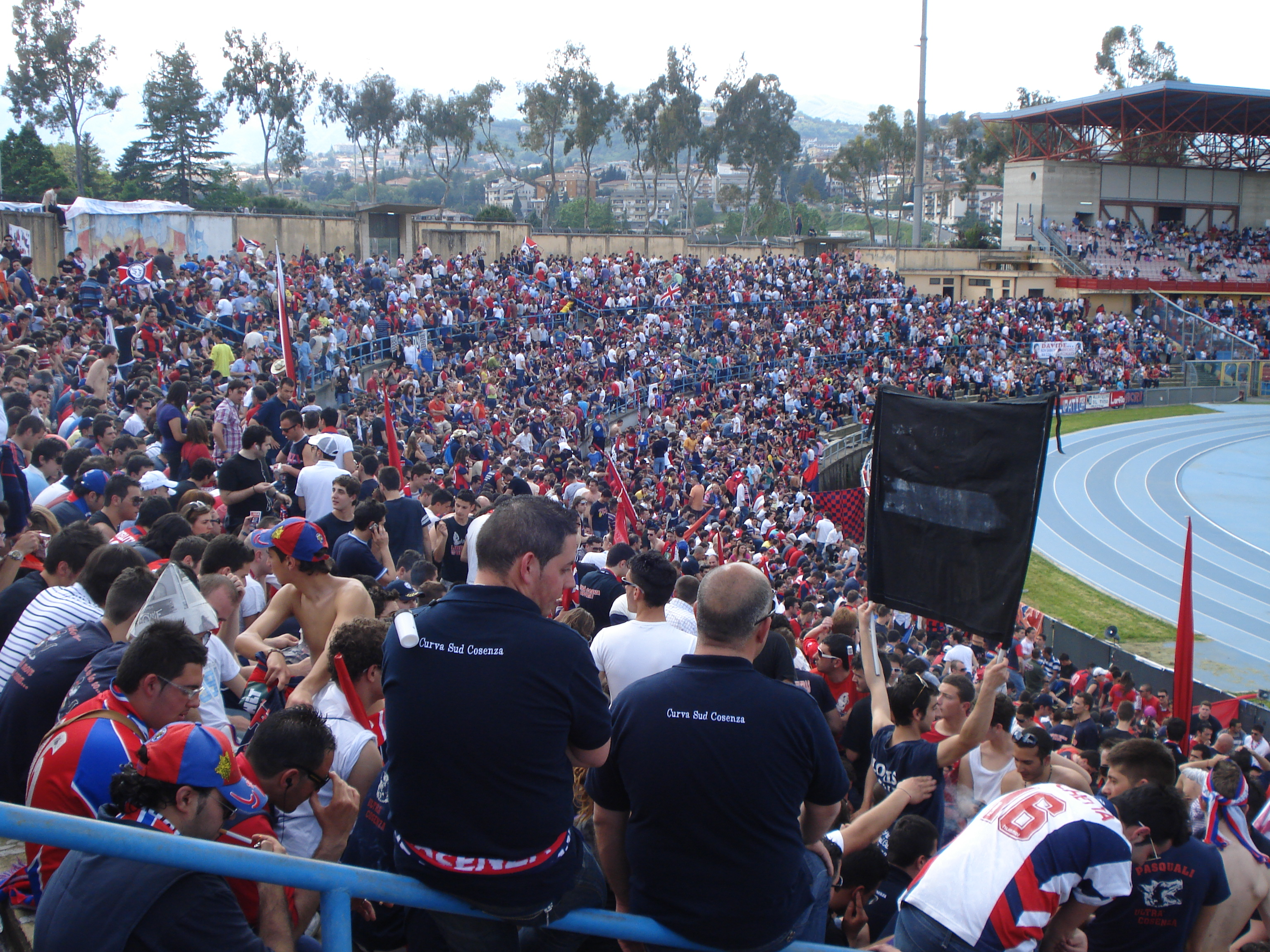
Curva Sud “Donato Bergamini”

Lo Stadio San Vito-Gigi Marulla presenta: un rettangolo erboso di m 105 × 68, una pista podistica a 6 corsie di m 400 di sviluppo, con due interposti rettilinei di m 125 ciascuno, due aree destinate ai giochi ed alle gare atletiche, attigue ed all'esterno dei rettilinei della pista e un fossato divisorio che separa il terreno di gioco dagli spalti destinati agli spettatori.

### I settori
Tra i settori dello stadio vi sono:
- una gradinata di curva, denominata Curva Sud “Donato Bergamini”, con posti a sedere scoperti, divisi in cinque settori con 8 file ciascuno e due con 7 file ciascuno;
- una tribuna ad ovest, parzialmente coperta, divisa in tre settori di cui due di 8 file di posti ed una di 7 file. La parte superiore, con posti a sedere coperti, comprende i settori denominati Tribuna Centrale, Tribuna “Raffaele Bruno” sud e Tribuna “Raffaele Bruno” nord, mentre la parte inferiore scoperta è denominata Tribuna A. Il settore include, inoltre, una lunga cabina sospesa riservata ai giornalisti, adibita a tribuna stampa.
- una tribuna ad est, con caratteristiche simili alla precedente, nella parte superiore coperta è denominata Tribuna “Giancarlo Rao” e nella parte inferiore scoperta è denominata Tribuna B;
- una gradinata di curva, denominata Curva Nord “Massimiliano Catena”, con posti a sedere scoperti, che comprende il settore ospiti.

### Numero di posti per settore
| Settore                                                           | Posti  |
| ----------------------------------------------------------------- | ------ |
| Tribuna A superiore (Tribuna Centrale e Tribuna “Raffaele Bruno”) | 2.282  |
| Tribuna A                                                         | 2.567  |
| Tribuna “Giancarlo Rao”                                           | 1.127  |
| Tribuna B                                                         | 2.567  |
| Curva Sud “Donato Bergamini”                                      | 6.024  |
| Curva Nord “Massimiliano Catena”                                  | 4.432  |
| Settore Ospiti                                                    | 1.988  |
| Totale complessivo                                                | 20.987 |

## Eventi sportivi

### Calcio

#### Finali di coppe del Cosenza
| Data           | Incontro            | Risultato | Competizione                    |
| -------------- | ------------------- | --------- | ------------------------------- |
| 25 aprile 1983 | Cosenza - Padova    | 2 - 0     | Coppa Anglo-Italiana            |
| 28 aprile 2010 | Cosenza - Lumezzane | 1 - 1     | Coppa Italia Lega Pro - Ritorno |
| 22 aprile 2015 | Cosenza - Como      | 1 - 0     | Coppa Italia Lega Pro - Ritorno |

#### Incontri internazionali del Cosenza
| Data             | Incontro                | Risultato | Competizione         |
| ---------------- | ----------------------- | --------- | -------------------- |
| 23 aprile 1983   | Cosenza - Wycombe       | 4 - 0     | Coppa Anglo-Italiana |
| 24 novembre 1992 | Cosenza - Derby County  | 0 - 3     | Coppa Anglo-Italiana |
| 8 dicembre 1992  | Cosenza - West Ham Utd  | 0 - 1     | Coppa Anglo-Italiana |
| 9 dicembre 1993  | Cosenza - Southend Utd  | 1 - 2     | Coppa Anglo-Italiana |
| 22 dicembre 1993 | Cosenza - West Bromwich | 2 - 1     | Coppa Anglo-Italiana |

#### Incontri della nazionale italiana
L'impianto cosentino è stato sede di un incontro della nazionale di calcio dell'Italia.
| Arbitro: | Queudeville |

|                                  |           |  |
| Mazzola 12’ 22’ Riva 46’ 55’ 59’ | Marcatori |  |

#### Incontri della nazionale italiana Under-21 e della nazionale italiana femminile
| Data             | Incontro             | Risultato | Competizione                          |
| ---------------- | -------------------- | --------- | ------------------------------------- |
| 20 novembre 1985 | Italia - Spagna      | 1 - 1     | Amichevole - Under 21                 |
| 21 dicembre 1988 | Italia - Malta       | 8 - 0     | Amichevole - Under 21                 |
| 16 marzo 1996    | Italia - Inghilterra | 2 - 1     | Qualificazioni Europei femminili 1997 |
| 5 aprile 2024    | Italia - Paesi Bassi | 2 - 0     | Qualificazioni Europei femminili 2025 |

#### Incontri di Serie A
Nonostante il Cosenza non sia mai approdato in Serie A, al Marulla sono stati disputati tre incontri di massima serie, in corrispondenza di squalifiche o indisponibilità del campo di casa di Catanzaro (due volte) e Catania. Curiosamente, tutti e tre gli incontri sono terminati col successo per 2 a 1 della squadra in trasferta:
| Data             | Incontro             | Risultato | Competizione |
| ---------------- | -------------------- | --------- | ------------ |
| 28 novembre 1976 | Catanzaro - Bologna  | 1 - 2     | Serie A      |
| 20 marzo 1983    | Catanzaro - Cagliari | 1 - 2     | Serie A      |
| 21 aprile 1984   | Catania - Genoa      | 1 - 2     | Serie A      |

#### Amichevoli internazionali tra squadre di club
| Arbitro: | Carmine Russo (Nola) |

|                               |           |                    |
| Del Piero 39’ (rig.) Pepe 75’ | Marcatori | 22’ (rig.) Ederson |

| Arbitro: | Fabio Maresca (Napoli) |

|  |           |                     |
|  | Marcatori | 59’ Gaitán 93’ Jota |

### Rugby

#### Incontri della nazionale Under-20 italiana
Il 25 febbraio 2011 il San Vito ospitò un incontro del Sei Nazioni Under 20 tra la Nazionale italiana e il Galles. Fu la prima esibizione di una nazionale di rugby in Calabria; la partita terminò con la vittoria dei gallesi per 46-15.

## Eventi extra-sportivi

### Concerti
Lo Stadio San Vito-Gigi Marulla ha ospitato i concerti di diversi artisti, tra i quali: Antonello Venditti (1987, 1992, 1996), Sting (1993), Eros Ramazzotti (1998), Lùnapop (2000), Australian Pink Floyd (2003), Deep Purple (2003), Claudio Baglioni (1986, 2004), Bob Dylan (2006), Vasco Rossi (1987, 1989, 1996, 1999, 2007), Ligabue (2002, 2008) e Zucchero Fornaciari (1993, 2011).